# Alfred Faure (cyclisme)
Pour les articles homonymes, voir Alfred Faure et Faure.

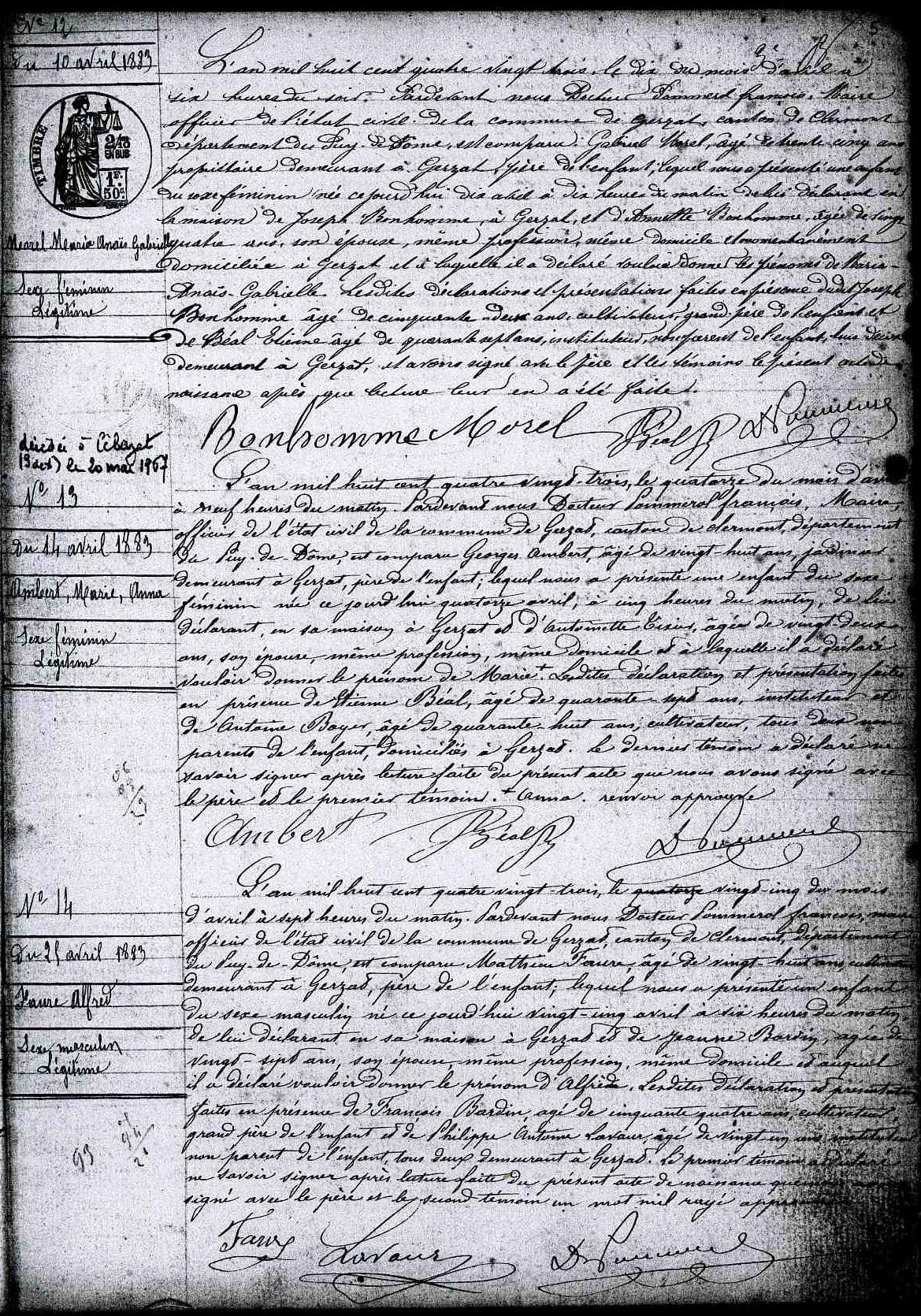
Acte de naissance.

Alfred Faure, né le 25 avril 1883 à Gerzat et mort le 21 février 1935 à Reims, est un ancien coureur cycliste, et motocycliste français.

## Biographie
Issu d'une famille nombreuse de Gerzat, près de Clermont-Ferrand, Alfred Faure suit ses parents, partis s'installer à Saint-Étienne. Il se fait connaître comme coureur cycliste local et tente sa chance dans le Tour de France 1904, seconde édition de l'épreuve. Il y participe à plusieurs reprises, comme en 1911.
Au cours de ce Tour de France 1904, après le départ à Lyon de la deuxième étape qui traversait Saint-Étienne, une centaine de supporters de ce cycliste local stéphanois, agressent Maurice Garin et les membres de son équipe dans l'ascension du col de la République.  Alfred Faure profite, malgré lui, des faits pour recevoir la victoire dans cette étape Lyon-Marseille, car bien qu'arrivé en fait 5e à Marseille, les quatre premiers furent disqualifiés pour des irrégularités. D'autres événements viendront entacher l’édition 1904 du Tour et la presse en a abondamment parlé
,.

## Palmarès

### Palmarès année par année
- 1904
  - 2e étape du Tour de France
- 1912
  - Critérium de la Loire républicaine[7]

### Résultats sur le Tour de France
- 1904 : abandon (4e étape), vainqueur d'une étape
- 1907 : abandon (2e étape)
- 1909 : 13e
- 1911 : 18e
- 1914 : abandon (3e étape)